# Personnages de Dr House
 (mai 2024).
- Si vous ne connaissez pas le sujet, laissez ce bandeau (vous pouvez alors contacter les auteurs).
- Si vous supprimez le contenu mis en cause (vous pouvez préalablement contacter les auteurs),

argumentez précisément cette suppression dans la page de discussion
(un manque de référence n'est pas un argument ; une recherche réelle de référence doit avoir été effectuée, être formellement documentée).

Cet article présente les personnages de la série télévisée Dr House.

## Personnages principaux

### Les médecins titulaires

#### Gregory House
Interprété par Hugh Laurie (VF : Féodor Atkine)
Chef du département de médecine diagnostique de l'hôpital de Princeton-Plainsboro et personnage principal de la série, le Dr Gregory House est un diagnosticien spécialisé dans les maladies infectieuses et en néphrologie. Il est assez misanthrope et cynique et préfère éviter tout contact avec ses patients. En raison d'un infarctus à la cuisse droite, House a perdu une partie substantielle du muscle de la cuisse et doit s'aider d'une canne pour marcher. En conséquence, House est forcé de vivre avec une douleur constante dans la jambe, qu'il traite en absorbant d'importantes quantités de Vicodin. Malgré son comportement misanthrope et asocial, House est vu par ses confrères comme un médecin dont la pensée originale et non conventionnelle ainsi qu'un instinct excellent font qu'il est respecté et toléré.
Il a vécu un passé dur et compliqué, on le découvre peu à peu dans la série.

#### Lisa Cuddy
Interprétée par Lisa Edelstein (VF : Frédérique Tirmont)
Doyenne de médecine, spécialiste en endocrinologie. Généralement vue comme une épine dans le pied du Dr House, ce dernier la manipule pour qu'elle cède à ses demandes extravagantes. Elle est également avec James Wilson une des seules à pouvoir répliquer aux piques que lance House et est généralement considérée comme une de ses « amies ». C'est d'ailleurs généralement elle qui assume les conséquences des pratiques dangereuses de House. Elle supporte ses remarques parfois grossières ou misogynes, notamment sur ses vêtements et ses habitudes. Bien qu'elle critique fréquemment les méthodes de House, elle a confiance en ses diagnostics, dans l'intérêt des patients. Dans la série, on se rend compte qu'elle est une des seules personnes qui serait prête à garder House quelles que soient les circonstances.

#### James Wilson
Interprété par Robert Sean Leonard (VF : Pierre Tessier)
Chef du département de cancérologie. Le docteur Wilson est le meilleur ami de House. Il est très respecté et apprécié par tous ses collègues et patients, ce qui fait de son amitié avec House une gêne pour les autres employés de l'hôpital. Wilson clame que son travail et sa « stupide » amitié avec House sont les deux choses les plus importantes pour lui. Avec Cuddy, il aide House à assouvir sa dépendance au vicodin.

### Équipe de diagnostic
À l'origine, l'équipe de diagnostic était composée des docteurs Cameron, Chase et Foreman. Cameron a d'abord démissionné, avant de revenir dans l'équipe deux semaines plus tard. Foreman a démissionné trois ans après son arrivée et est officiellement parti une semaine plus tard, en même temps que le renvoi de Chase et la seconde démission de Cameron. Quelques mois plus tard, ces deux derniers sont toujours présents dans l'hôpital et Foreman a réintégré l'équipe de House.
House organise donc un concours pour former une nouvelle équipe autour de lui et Foreman ; il retient les docteurs Taub, Hadley et Kutner. Ce dernier se suicide un peu plus d'un an après, avant que House lui-même ne parte en cure de désintoxication.
De retour de sa cure, le service est dirigé par Foreman qui a récupéré Cameron et Chase après les départs de Taub et Numéro Treize. House reprend la tête du service, mais Cameron démissionne définitivement et Taub et Numéro Treize reviennent.
Alors que Numéro Treize a disparu sans laisser de traces, Cuddy force House à engager M. Masters, une jeune interne brillante. House va rechercher Numéro Treize à sa sortie de prison, alors que Masters quitte définitivement la médecine. House détruit le salon de Cuddy et va en prison.
Incarcéré, House fait la connaissance du Dr Adams qu'il embauchera lorsqu'il sera de nouveau à la tête de service. De retour à l'hôpital et en liberté conditionnelle, il voit son équipe réduite à la seule Dr Park. Ayant trouvé la manière de renflouer financièrement son service, il fait revenir Taub et Chase.

#### Eric Foreman
Interprété par Omar Epps (VF : Lucien Jean-Baptiste)
Spécialiste en neurologie, il a étudié à l'université Johns-Hopkins. De tous les membres de l'équipe de House, Foreman est celui qui a le meilleur cursus scolaire. Cependant, selon House, il a été embauché principalement à cause de son passif de délinquant juvénile. En conséquence, il exprime fréquemment sa désapprobation envers les décisions audacieuses de House.

#### Allison Cameron
Interprétée par Jennifer Morrison (VF : Cathy Diraison)
Spécialiste en immunologie et en médecine interne, Cameron est décrite comme une femme sincère et sensible. Son histoire révèle qu'elle a été mariée à un homme en phase terminale d'un cancer de la thyroïde, et dont la mort a eu un impact important sur elle. Lors de la première saison, elle flirte pendant un moment avec House, mais débute finalement une relation avec Robert Chase. Elle démissionne de l'équipe de House, mais reste finalement à l'hôpital de Princeton-Plainsboro en tant que médecin-chef du service des urgences.

#### Robert Chase
Interprété par Jesse Spencer (VF : Guillaume Lebon)
Spécialiste en médecine d'urgence et en cardiologie. Le comportement de Chase semble très influencé par celui de House, il montre un certain penchant à dénigrer les patients derrière leur dos, prend du plaisir à voir House humilier ses patients, trouve le comportement de House plus amusant que les autres et ne cesse de répéter la litanie de House : « tout le monde ment » lorsque la véracité du dossier du patient est remise en question. Généralement, lorsqu'il suggère des traitements, Chase est le plus créatif de l'équipe de House et propose des solutions non conventionnelles qui n'avaient pas encore été considérées mais qui sont généralement efficaces. Chase a été renvoyé du département de diagnostic à la fin de la troisième saison, mais reste dans l'hôpital de Princeton-Plainsboro en tant que membre de l'équipe de chirurgie.

#### Chris Taub
Interprété par Peter Jacobson (VF : Patrick Osmond)
Il est un chirurgien plasticien. Il portait le numéro 39 lors de l'entretien d'embauche de House. Tandis qu'il était critiqué par les autres, du fait de sa spécialité, Taub a prouvé qu'il pouvait l'utiliser pour aider House à travailler en contournant les règles. Quand House se demande comment faire une biopsie des poumons à une patiente sans laisser de trace de cette intervention aux yeux des médecins de la NASA, Taub a proposé de couvrir la vraie intervention par une mammoplastie.
Il a révélé avoir abandonné la chirurgie plastique après avoir eu une liaison avec une infirmière. Cette dernière lui a dit qu'elle ne dirait rien s'il démissionnait. Lorsqu'on lui a demandé pourquoi il avait accepté ce marché, il a simplement répondu : « J'aime ma femme ». De tous les participants au « jeu » de House, il semble le plus enclin à défier son autorité, allant jusqu'à dire au père du patient qu'il pense que House a tort et qu'il peut faire en sorte que l'intervention de chirurgie esthétique, jusque-là repoussée, ait lieu.
Malgré l'abandon de la chirurgie plastique pour sauver son couple, Taub montre certains indicateurs pour un futur adultère, quand il dit à House : « Certaines personnes se bourrent de petites pilules. Je suis infidèle. Chacun ses vices. » Le patient atteint d'un syndrome du miroir a vu que Taub était attiré par la personnalité dominante d'Amber. Plus tard, les deux eurent un dialogue frôlant le flirt. On apprend que Taub est juif. Il en reparlera en se décrivant comme un Juif réformiste.

#### Lawrence Kutner
Interprété par Kal Penn (VF : Nessym Guetat)
Spécialiste de la médecine sportive, de tous ses camarades, Kutner est le plus enthousiaste et celui qui a le plus tendance à prendre des risques, comme House : il n'hésite pas à utiliser un défibrillateur dans des conditions risquées (dans une chambre hyperoxygénée ou sur un patient sortant d'un bain). On apprend dans le dernier épisode de la saison 4 que ses deux parents ont été tués alors qu'il avait 6 ans.
Alors qu'il se montre plein d'enthousiasme et d'entrain, il meurt brutalement dans l'épisode 20 de la saison 5, d'une balle dans la tempe. Tout montre qu'il s'agit d'un suicide.

#### Numéro Treize
Interprétée par Olivia Wilde (VF : Caroline Pascal)
Elle est interniste. Elle se prénomme en réalité Remy Hadley. Son surnom provient des nombres que House a assignés à chacun des candidats pour son équipe, le sien étant le numéro 13. Au début de la saison 4, de nombreux mystères tournent autour d'elle, dont la question de savoir si elle a hérité de la maladie de Huntington de sa mère, ou si elle est bisexuelle, voire quel est son vrai nom. On apprend lors du dernier épisode de la saison 4 qu'elle est bel et bien atteinte d'une chorée de Huntington, maladie dégénérative qui a tué sa mère. Elle est souvent comparée à Allison Cameron[réf. nécessaire].

#### Martha M. Masters
Interprétée par Amber Tamblyn
Martha M. Masters est une jeune prodige de 23 ans, titulaire de deux doctorats, en mathématiques appliquées et histoire de l'art, mais elle n'a pas de diplôme de médecine au moment où elle intègre l'équipe de diagnostic du Dr House. Son recrutement a été fait et imposé par Cuddy, en remplacement de Numéro Treize, partie sans explications au début de la saison 7, afin de conserver une présence féminine dans l'équipe.
House se confronte rapidement au sens éthique important de la jeune femme, qui refuse de mentir aux patients ou d'entrer par effraction dans leurs domiciles. Les autres médecins doivent quant à eux gérer son inexpérience aussi bien dans les examens que face à House. Quand elle se voit offrir un poste d'interne dans le service de House et qu'elle usera de manipulations pour traiter une jeune patiente, elle préfèrera quitter l'hôpital et renoncer à l'offre de House.

#### Jessica Adams
Interprétée par Odette Annable
Jessica Adams est une jeune médecin qui travaille dans la prison où House est détenu au début de la saison 8. Après avoir été évincée de son emploi à cause de House (ayant désobéi à son supérieur pour se fier aux déductions du diagnosticien, qui se révéleront exactes), elle vient travailler de manière bénévole dans son service au Princeton-Plainsboro avant qu'il ne l'embauche définitivement à partir de l'épisode 4 Placements à risque, lorsqu'il comprend qu'elle souffre d'un chagrin d'amour. Elle semble très proche des enfants, et a fugué à l'âge de seize ans pour se rendre intéressante car trouvant ses parents trop banals, ceux-ci ne se droguant pas et n'étant pas divorcés. Chase lui sauve la vie dans un autre épisode en se faisant lui-même poignarder par un patient délirant. Et à la fin du dernier épisode de la saison et de la série, elle et Park deviennent les employées de celui-ci, désormais à la tête du service diagnostic.
Adams sera apparue dans toute la saison 8 sauf dans l'épisode 2 Second Souffle.

#### Chi Park
Interprétée par Charlyne Yi
Chi Park est l'interne affectée au docteur House pendant sa période probatoire au sein du Princeton-Plainsboro. On apprend qu'elle a frappé un supérieur en état d'ébriété qui lui a fait des attouchements, ce qui a causé son conseil de discipline (que House a tout fait pour saboter). Elle respecte énormément sa famille, ce qui lui cause des problèmes lorsqu'elle doit héberger sa grand-mère. Elle a également prétendu avoir couché avec trente hommes dans sa jeunesse. À la fin du dernier épisode de la saison - et de la série - intitulé Tout le monde meurt, on apprend qu'elle travaille désormais pour Chase, au même titre qu'Adams.

## Personnages récurrents

### Divers

#### Stacy Warner
Interprétée par Sela Ward. (VF : Céline Monsarrat)
Stacy Warner a été la petite amie de House pendant cinq ans. Elle est avocate constitutionnelle et diplômée de l'université Duke. Deux ans après leur rupture, Stacy a épousé Mark Warner. Elle apparaît dans neuf épisodes de la saison 2, travaillant alors à l'hôpital de Princeton Plainsboro afin de rester proche de son mari lors de sa rééducation après une maladie qui lui a fait perdre la capacité de marcher. La relation entre House et Stacy est restée tendue après qu'elle a prouvé qu'elle éprouvait toujours des sentiments pour lui. Mark a d'ailleurs aidé la cause de House en se disputant avec elle. Mark soupçonnait une relation entre Stacy et House. Il a été prouvé qu'il avait raison lorsque Stacy et House couchent ensemble. House a quitté Stacy alors qu'elle s'apprêtait à quitter son mari, lui disant qu'il « ne pouvait pas changer ». Elle quitta alors son travail à l'hôpital pour retourner à Short Hills avec Mark. On apprend comment House a rencontré Stacy lorsque, lors d'un diagnostic, il avoue à son patient qu'il a déjà été amoureux, une fois et qu'il a rencontré Stacy lorsqu'elle lui a « tiré dessus ». Il s'agissait en fait d'un jeu de paintball opposant juristes et médecins. Elle revient brièvement dans le tout dernier épisode.

#### Mark Warner
Interprété par Currie Graham.
VF Jean-Louis Faure
Mark Warner est l'époux de Stacy Warner. Conseiller d'orientation de métier, il devient patient à l'hôpital de Princeton-Plainsboro contre sa volonté et House lui diagnostique une porphyrie aiguë intermittente. Mark est jaloux de House, et les actions de House montrent qu'il est lui aussi jaloux de Mark. Ce dernier est confiné dans un fauteuil roulant en attendant de subir une rééducation intense, ainsi qu'une assistance psychologique. Pendant son hospitalisation, Mark et Stacy se disputent fréquemment à cause du temps que met Mark à se rétablir. Mark parle à House de la peur qu'il a de perdre Stacy, et lui demande s'ils ont une relation. Lors de cette confrontation, Mark, voulant se lever, perd les résultats de plusieurs mois de rééducation. House réalise finalement que Mark est prêt à faire pour Stacy des choses que lui-même ne ferait pas. Il laisse alors Stacy à Mark « pour son bien ».

#### Edward Vogler
Interprété par Chi McBride. (VF : Saïd Amadis)
Edward Vogler est un milliardaire propriétaire d'une firme pharmaceutique et pendant un temps assez bref, président du conseil d'administration de l'hôpital ; poste qu'il occupe grâce à une donation de 100 millions de dollars. Il apparaît dans les épisodes 14 à 18 de la première saison.
Lors de l'épisode Changement de direction, où il apparaît pour la première fois, Edward Vogler raconte son parcours : son père lui a donné de l'argent pour sa bourse universitaire, mais il n'a pas utilisé l'argent pour étudier en faculté, il l'a donné à un camarade, créant une rupture entre Vogler et son père. Après que Vogler se fut bien enrichi grâce au rachat de son entreprise, il décida d'aller voir de nouveau son père, mais celui-ci ne le reconnut pas, il avait été frappé par la maladie d'Alzheimer.
Dès son arrivée, Vogler voudrait faire de l'hôpital un fer de lance dans la recherche contre les maladies neurodégénératives, mais le temps fera transparaître sa véritable motivation : "cannibaliser" la médecine en en faisant un business lucratif, qu'importe la moralité, pour faire fructifier son investissement dans le domaine pharmaceutique (principalement les traitements médicamenteux contre le cancer).
Vogler s'aperçoit tout de suite que House n'est pas le genre de médecin à "porter la blouse" et voit comment il se bat pour ses patients, notamment la directrice de grosse boîte ayant besoin d'une greffe du cœur (voir l'épisode Changement de direction). Mais il montre à House l'émétique de la patiente en question à la fin de l'épisode, pour montrer que c'est lui qui a le pouvoir à présent. Dans Un témoin encombrant, il oblige House à licencier un de ses collaborateurs, sauf s'il vante les vertus d'un médicament de la société Eastbrook, dont il est actionnaire majoritaire, dans l'épisode Double Discours. Mais House se moquant de Vogler en public, celui-ci cherche à tout prix à supprimer son poste. Wilson s'opposant à ce licenciement, Vogler parvient à le virer, dans l'épisode Sacrifices. Après un long plaidoyer de Lisa Cuddy pour défendre House, le conseil vote contre le renvoi de House et restitue les 100 millions de dollars de Vogler, qui démissionne.

#### Michael Tritter
Interprété par David Morse. (VF : Bernard Lanneau)
Michael Tritter est un policier souffrant d'un trouble de la personnalité narcissique à tendances malfaisantes. Il apparaît dans les épisodes 5 à 11 de la troisième saison.
Lors de sa première rencontre avec House en consultation, il devine tout de suite la personnalité misanthrope et solitaire de House. Après le refus de House de répondre à ses exigences superflues (le policier insiste pour subir des examens alors qu'il a déjà été diagnostiqué), et l'humiliation qu'il a subie en se faisant mesurer pendant deux heures la température par le rectum sans aucune justification, Tritter demande à House de s'excuser pour son comportement qu'il juge odieux, ce que House refuse. Prêt à tout pour se venger, Tritter décide de le suivre à la trace et finit par l'arrêter arbitrairement sous prétexte qu'il conduisait sous influence de Vicodin. À la suite de cette arrestation, il fait fouiller le domicile de House, découvrant alors de grandes quantités de Vicodin et décide d'enquêter sur la dépendance de House à ce médicament. Lors de son enquête, Tritter questionne Chase, Foreman, Cameron et Wilson puis fait saisir la voiture de Wilson et gèle les comptes des quatre médecins face à leur refus de dénoncer les crimes de House et va jusqu'à priver Wilson du droit à faire des ordonnances, sans considération pour les conséquences sur ses patients. C'est finalement Wilson qui décide de dénoncer House à Tritter lorsqu'il se rend compte que House perd petit à petit le contrôle de sa dépendance. Face au risque d'être condamné à plusieurs années de prison, House tente de se racheter en entrant en cure de désintoxication au sein même de Princeton-Plainsboro. À la fin du procès, le juge rejette les accusations de Tritter, désapprouvant les méthodes obsessionnelles du policier et disant que celui-ci est « allé trop loin ».

#### Lucas Douglas
Interprété par Michael Weston.
Lucas Douglas est un détective privé.
Au début de la saison 5, House l'engage pour enquêter sur Wilson, qui vient de quitter le Princeton-Plainsboro. Il en profite pour lui faire chercher dans le passé de ses nouvelles recrues : Taub, Kutner et numéro 13. Très gauche dans les relations humaines, il n'en est pas moins très doué dans son travail. House s'attache à lui, le considérant même comme son seul véritable ami avec Wilson.
Il réapparaît dans la vie de House en tant que petit ami de Cuddy. Après quelques manœuvres pour les faire rompre, House les laisse vivre leur histoire. Mais dans le dernier épisode de la saison 6, Cuddy renonce à épouser Lucas, rompt avec ce dernier et révèle enfin à House ses sentiments pour lui.
De nombreuses rumeurs ont circulé sur la possibilité d'un spin-off de la série centré sur ce personnage. De façon amusante, l'acteur Michael Weston qui donne vie à Lucas Douglas incarnera en 2016 l'acolyte du Dr Conan Doyle, créateur de Sherlock Holmes, dans la série Les Mystères de Londres; or, Holmes est la source d'inspiration directe du personnage du Dr House.

### Candidats à l'équipe de House

#### Amber Volakis
Interprétée par Anne Dudek.
Amber Volakis, surnommée « l'abominable garce » par House, est une radiologue interventionnelle. À son arrivée, elle porte le numéro 24. Elle est prête à tout pour avoir le poste, même à être malhonnête. Cela se voit lorsqu'elle convainc un groupe de candidats de démissionner plutôt que de se laisser humilier par House. Elle admet plus tard qu'il s'agissait d'une ruse. C'est de là que vient son surnom. Elle force parfois Chase ou Cameron, assignés à d'autres départements de l'hôpital, à l'aider. Sa persévérance et son approche peu orthodoxe étaient loués par House, mais il décide finalement de l'éliminer car il pense qu'elle ne sait pas accepter ses erreurs, chose dont elle aurait fréquemment besoin si elle travaillait avec lui. Le docteur Volakis revient dans la vie de House en tant que nouvelle petite amie de Wilson, bien que Wilson tentât de garder cette relation secrète. House et Amber développent rapidement une relation d'adversaires, au point d'établir une « garde partagée » de Wilson. Dans le final de la saison, Amber est impliquée dans un accident de bus avec House, qui a remarqué chez elle les symptômes d'une maladie inconnue juste avant l'impact. Il s'avère qu'elle souffre d'un empoisonnement à l'amantadine. Elle décède dans les bras de Wilson des suites de dysfonctions de multiples organes à cause de son empoisonnement.
Le personnage ne disparaît pas de la série pour autant, car son décès sera la raison de nombreuses remises en question pour Wilson et House, ainsi que de leur relation. Peu après le suicide de Kutner, House commencera à revoir Amber en hallucinations. Elle aidera House à diagnostiquer ses patients sans que son entourage ne connaisse l'existence de ces hallucinations. Il avouera à Wilson qu'il hallucine sur Amber (après avoir accusé Kutner) et on apprendra que ces hallucinations sont dues au vicodin. Avec l'aide de Cuddy, House sera désintoxiqué et Amber disparaîtra, du moins House le pensait-il, car cette désintoxication sera une hallucination, confirmée par la réapparition d'Amber, accompagnée de Kutner, lui-même décédé auparavant. Elle revient dans le dernier épisode sous forme d'hallucinations.

#### Jeffrey Cole
Interprété par Edi Gathegi. (VF : Stéphane Ronchewski)
Jeffrey Cole, aussi surnommé « Big Love », est un généticien, il porte le numéro 18 lors de la sélection. Il a étudié à l'université Brigham Young, est un mormon pratiquant, ce que ne supporte pas House, athée. Ce dernier se fait d'ailleurs frapper par Cole lorsqu'il déclare que Joseph Smith est un fraudeur. Cole refuse de partir lorsqu'Amber tente de décourager ses concurrents. Cameron, quant à elle, croit qu'il est un homme de principes doublé de quelqu'un de décent. On apprend qu'il est un père célibataire, mais ne connaît pas la mère de son enfant. Kutner mentionne d'ailleurs avoir déjà gardé le fils de Cole. Son surnom provient de la série de HBO, Big Love, relatant la polygamie chez les mormons. Il est renvoyé après qu'House découvre son alliance avec Cuddy au lieu de défier son autorité. Cet acte bien pensé mais n'ayant pas eu l'effet escompté lui coûtera son amitié avec Kutner, amitié qu'il a préféré vendre à Cuddy pour garder une place dans l'équipe de House...

#### Travis Brennan
Interprété par Andy Comeau.
Travis Brennan est un épidémiologiste, il est le numéro 37 lors du concours. Brennan arriva jusqu'au second tour des éliminatoires et donna un mauvais diagnostic entrainant la mort d'un patient. Il est surnommé par House « Grincheux ». Brennan a travaillé avec Médecins sans frontières pendant huit ans et son expérience dans des pays du tiers-monde en fait un médecin précieux pour diagnostiquer les maladies exotiques. Il a participé au concours pour s'installer dans le New Jersey avec sa fiancée mais découvre rapidement qu'il ferait mieux de retourner travailler dans le tiers-monde et que cette vie n'est pas faite pour lui. Il est forcé de démissionner lors de l'épisode six de la quatrième saison après que House a découvert qu'il utilise les patients pour essayer un traitement expérimental contre la poliomyélite. House lui laisse un court moment pour partir avant que Eric Foreman n'appelle la police.

#### Henry Dobson
Interprété par Carmen Argenziano.
Henry Dobson  est un ancien responsable des admissions dans une école médicale. Il portait le numéro 26. Dobson refuse de faire le moindre test sur des patients, prétextant que, vu son âge avancé et l'inexpérience des candidats, ces derniers ont davantage à prouver ; cependant il possède une bonne base de connaissances médicales. En privé, House révèle à Dobson qu'il a appris la vérité à son sujet : il n'est pas un docteur et n'est même jamais sorti d'études médicales — en tant que responsable des admissions, il a simplement écouté durant 30 ans des cours médicaux. Dobson l'admet, mais House, impressionné par cela, l'autorise à rester en compétition pour un poste d'assistant. Dobson déclare que l'âge ne devrait pas avoir d'importance (se donnant ironiquement 21 ans) et démontre qu'il est aussi efficace que n'importe quel autre véritable docteur en trouvant un moyen pour accéder au domicile d'un patient, y découvrir une information clé et fournir un diagnostic de cancer que House agrée. Plus tard, House révèle aux candidats que l'un d'entre eux n'est pas un vrai médecin, même s'il ne dit pas de qui il s'agit. Au fur et à mesure du concours, on remarque qu'il se comporte comme un House bis (mêmes raisonnements, mêmes pensées, l'un finissant les phrases de l'autre), c'est ce qui lui vaudra justement son élimination (à laquelle il s'attendait), car comme Dobson le dit à la fin « Ce serait idiot que je reste, que peut vous apporter quelqu'un qui pense comme vous ? » à quoi House répond « C'est dingue, c'est ce que j'allais dire ? », il lui conseillera même de rester.
Durant sa période d'essai, il fut surnommé « Scooter », « Vieux Menteur » et « Bosley » d'après le personnage de la série Drôles de dames dans un épisode où House se prenait pour Charlie et les candidats incarnaient les Anges.

#### Les jumelles
Interprétées par Melinda Dahl et Caitlin Dahl.
Elles sont deux jumelles monozygotes, toutes deux des pédiatres endocrinologues. Leur numéro pour le concours est le 15, dédoublé en 15A et 15B. Bien qu'elles soient identiques, House est tout à fait capable de les différencier, en en désignant une « la grosse jumelle », sans doute parce qu'elles sont rarement d'accord avec lui. Elles parviennent au second tour des éliminations, mais y échouent.

#### Jody Desai
Interprétée par Meera Simhan.
C'est une ancienne étudiante vétérinaire qui a finalement choisi de devenir médecin. Lors du concours, elle porte le numéro 32. Elle passe les premiers éliminatoires mais est éliminée au second tour. Malgré ses études en médecine vétérinaire, elle n'a pas réussi à correctement diagnostiquer ce qui arrivait au chien d'un patient après la mort de ce dernier.

## Personnages mineurs

### Brenda Previn
Interprétée par Stephanie Venditto.
Elle est l'infirmière en chef et est aperçue dans de très nombreux épisodes. Elle est assez critique envers House et n'hésite pas à adopter un comportement indifférent, voire agressif, envers son équipe.

### Samira Terzi
Interprétée par Michael Michele.
Alors qu'elle travaille à la CIA, elle accepte une place dans l'équipe de House. Cependant, elle est très rapidement renvoyée par House lorsqu'il se rend compte que son attirance pour elle perturbe son objectivité. Ses idées de diagnostics s'avéraient de plus n'avoir qu'une très faible base médicale.

### Steve McQueen (un rat)
Interprété par un rat.
Également nommé l'« acteur d'Hollywood », il est le rat de House qui l'a capturé dans le grenier de Stacy. À l'origine, House était censé le tuer, mais il l'épargne lorsqu'il découvre qu'il est atteint de torticolis. House a découvert que ce torticolis était causé par des Mycoplasma, aggravé par le fait que Stacy fume. House a utilisé à plusieurs reprises Steve McQueen pour des expériences. House utilise Steve Mc Queen pour déterminer les symptômes d'un policier malade, en contaminant le rat et en attendant qu'il meure pour pouvoir l'autopsier. Néanmoins il ne développe jamais la maladie et n'est donc pas tué. Il a été aperçu de très nombreuses fois dans l'appartement de House. Il est révélé sur le site internet de la série que le rat qui interprétait Steve McQueen est mort.

### Darryl Nolan
Interprété par Andre Braugher.
Le Dr Darryl Nolan est le psychiatre de l'hôpital psychiatrique de Mayfield responsable de House dans sa thérapie après son ultime cure de désintoxication au Vicodin.
Malgré tout ce que House lui fait subir pour le pousser à le mettre dehors, le Dr Nolan tient bon en jouant son jeu. Durant sa thérapie, il cherche à ce que House s'ouvre aux autres, à leur faire confiance et à oublier le temps où le Vicodin était une solution à ses problèmes. Il fera appel au diagnosticien pour son père afin d'avoir un second avis. Après la rupture entre House et Lydia, Nolan consent à signer la permission de sortie de House.
Il essaiera un temps de voir si House peut vivre sans pratiquer la médecine et trouver un nouveau passe-temps avec Wilson, ce qui se révèlera être une mauvaise idée.
House suivra sa thérapie durant près d'un an, avant de constater que les conseils de Nolan n'ont pas porté leurs fruits ; malgré sa volonté de s'ouvrir aux autres, House reste seul. Il revient tout de même pour le final.

## Famille

### John et Blythe House
John House, le père de Gregory House est interprété par R. Lee Ermey. Ancien pilote de la Marine, il était souvent muté dans différentes bases militaires, notamment l'Égypte et le Japon. Son fort caractère l'a amené à de nombreuses disputes avec son fils, comme le jour où Gregory a affirmé que John n'était pas son père, et qu'ils ne se sont plus parlés durant trois mois.
Il décède à l'épisode 4 de la saison 5 où l'on apprend qu'il n'est pas le père biologique de Gregory House.

### Rowan Chase
Interprété par Patrick Bauchau.
Le père de Robert Chase est un ancien rhumatologue. Il a abandonné sa femme et son fils alors que Robert avait une dizaine d'années. Depuis, ils se sont très peu parlé. Il réapparait dans la vie de son fils durant un épisode de la saison 1 en prétextant une conférence, mais House remarque une tache sur le cou de Rowan. Cette tache est un marqueur pour la radiothérapie pour son cancer du poumon en phase terminale, il ne lui reste plus que deux mois à vivre. Quand House l'apprend, il promet de ne rien révéler et le laisse participer au diagnostic.
Son décès est révélé dans la saison 2, alors que Chase et House sont poursuivis par un ancien patient pour négligence : House avait compris que la négligence de Chase correspondait au moment où il avait appris la mort de Rowan Chase.

### Rodney Foreman
Interprété par Charles S. Dutton.
Le père d'Eric Foreman. Il y a peu d'informations sur lui, si ce n'est qu'il est profondément religieux.

### Alicia Foreman
Interprétée par Beverly Todd.
Elle est la mère du Dr Foreman, malade de la maladie d'Alzheimer. Après une brève apparition dans l'épisode Mauvaises Décisions, son décès est révélé dans Passage à l'offensive.

### Samantha Carr
Interprétée par Cynthia Watros.
Le Dr Samantha Carr est la première ex-femme de Wilson. Mariés très jeunes, leur relation s'est vite détériorée à cause du manque de communication dans le couple. Wilson a découvert qu'elle demandait le divorce par courrier alors qu'il assistait à un congrès. C'est lors de cet événement que House et Wilson ont sympathisé.
Sam Carr réapparaît dans la vie de Wilson plusieurs années après, au hasard des rencontres sur Internet. Rapidement, ils se remettent en couple, ce que House voit d'un très mauvais œil. Mais le couple tient bon, si bien que Wilson pousse House à quitter leur appartement commun pour retourner dans son ancien domicile. House et Sam finissent par s'entendre, d'autant mieux que House est en couple avec Cuddy, organisant ainsi des soirées entre couples.
Le couple finit par rompre à nouveau quelques mois plus tard, peu après que Wilson a de nouveau demandé la main de Samantha.